# Ligne de tramway 530/2
Pour les articles homonymes, voir Ligne 530.
Ne doit pas être confondu avec la ligne de tramway : 530/1 Burdinne - Huy.
La ligne 530/2 est une ancienne ligne de tramway de la Société nationale des chemins de fer vicinaux (SNCV) qui reliait Envoz à Seilles.

## Histoire
La ligne est mise en service en traction vapeur le 1er février 1913 entre la gare d'Andenne (à Seilles) et le dépôt d'Envoz où elle donne correspondance à la ligne 530/1 vers Burdinne et Huy (nouvelle section Seilles bifurcation avec la ligne 525 - Couthuin bifurcation avec la ligne 530/1, capital 117).
Au cours de la Première Guerre mondiale, entre décembre 1916 et juillet 1917, l'occupant démonte les voies entrainant la suppression de la ligne, le trafic ne reprend que le 24 août 1921. L'exploitation est alors reprise directement par la SNCV.
Au cours de la Seconde Guerre mondiale, l'occupant démonte les voies entre Seilles (bifurcation avec la ligne 525) et Couthuin (bifurcation avec la ligne 530/1) ce qui entraine la suppression définitive de la ligne. Elle est remplacée à une date inconnue par une ligne d'autobus qui prendra l'indice 43 dans les années 1950, cette ligne et est toujours exploitée sous l'indice 143,.

## Infrastructure

### Voies et tracés
La voie est construite à l'écartement métrique (1 000 mm).

### Dépôts et stations
Nom : (gare) : quand le dépôt ou la station est accolé ou proche d'une gare.
Type : D : dépôt , S : station , Sf : si la station sert de gare douanière à la frontière , Sp : si la station est établie dans un bâtiment privé le plus souvent un café ou plus rarement une habitation privée.
| Illustration | Nom     | Type | Commune           | Localisation                | État            | Remarques |
| ------------ | ------- | ---- | ----------------- | --------------------------- | --------------- | --------- |
|              | Andenne | D    | Andenne (Seilles) | 50° 29′ 50″ N, 5° 06′ 09″ E | En service TEC. |           |
|              | Envoz   | SD   | Héron (Envoz)     | 50° 32′ 25″ N, 5° 09′ 49″ E | Hors service.   |           |

## Exploitation

### Horaires
Tableaux horaires :
- Été 1931 : 530, numéro partagé entre les lignes 530/1 Burdinne - Huy et 530/2 Envoz - Seilles[5].